# Wowkowe (obwód odeski)
Wowkowe (ukr.  Вовкове) – wieś w rejonie berezowski obwodu odeskiego Ukrainy.
W 2001 roku liczyła 129 mieszkańców.

## Historia
Wowkowe (Seefeld również Woge, Räppcher, Immel), do 1917 r. w guberni chersońskiej, w powiecie anańjiwskim, w parafii Petriwka. 20 km na północny zachód od parafii katolickiej w Berezówce. Ziemi 1500 dz. Ludność: 23 (1887 rok), 75 (1911), 53 (1916), 110 (1919), 162 (1924), 214 (1943).

## Urodzeni
- Epifaniusz (Dumenko) – metropolita kijowski, pierwszy zwierzchnik Kościoła Prawosławnego Ukrainy